# صفي الدين الأرموي
صفي الدين عبد المؤمن بن يوسف بن فاخر الأرموي البغدادي (613 هـ/1216م - 693هـ/1294) موسيقي عربي معروف.
و قد اختلف المؤرخون على مكان ولادته فمنهم من قال أنه ولد في بغداد ومنهم من ذكر أنه رحل من أذربيجان إلى بغداد مع عائلته.
و قد كان نديماً لآخر خلفاء بني العباس وهو المستعصم بالله، ويعد صفي الدين نابغة من النوابغ في علم الموسيقى والغناء والأدب والخط والتاريخ.
يذكر أن صفي الدين البغدادي له أطروحتان إحداهما كتاب الأدوار الذي يُعد من أعظم كتب الموسيقى العربية في زمن الخلافة العباسية، كما قام بتدريس العديد من التلاميذ في الخط والموسيقى. وتقسم حياة صفي الدين إلى مرحلتين وهما في زمن الخلافة العباسية وبعد سقوط بغداد على يد الأوغاد المغول، نجا صفي الدين من الهجوم المغولي على بغداد، وبمساعدة فنه، تمكن من الحصول على موطئ قدم  عند المغول.

## السيرة الشخصية
ولد صفي الدين البغدادي بتاريخ 613 وهو من أهم الموسيقيين العرب.

### قبل الغزو المغولي

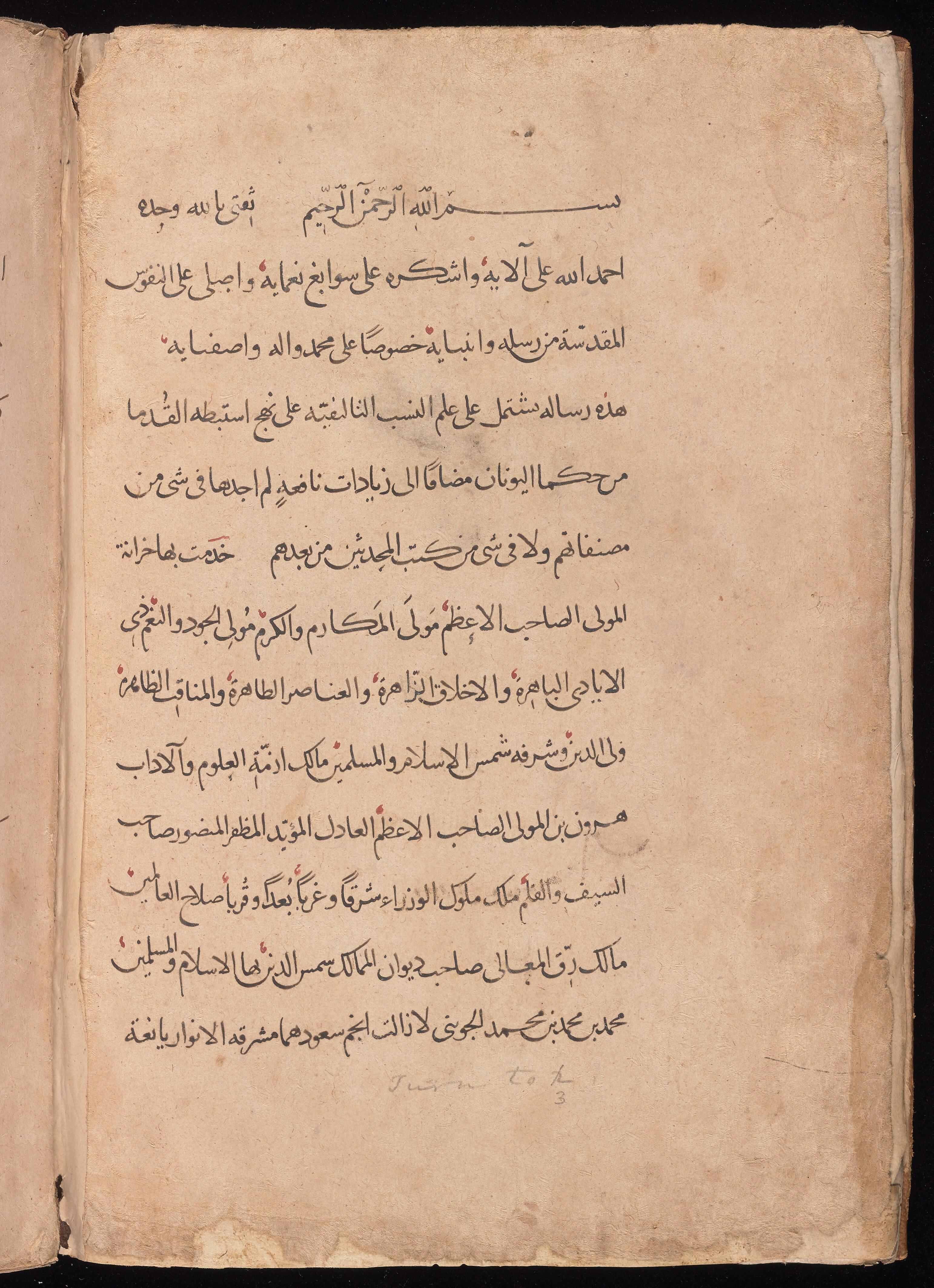
الصفحة الرئيسية لمخطوطة الأطروحة من كتاب الأدوار في مكتبة جامعة ييل الامريكية.

درس صفي الدين البغدادي الفقه الشافعي في بغداد وبدأ حياته مدرساً للفقه في المدرسة المستنصرية حتى استوى على علوم العربية والشعر والإنشاء وعلم الخلاف والموسيقى. وأصبح واحداً من رواد الخط في زمانه. فقد تعلم الموسيقى وعزف العود أيضًا خلال هذا الوقت، ولكن على الرغم من إتقانه للفن، فإن معظم شهرته التي اكتسبها في ذاك الوقت جاءت من الخط. وقيل على لسان شقيقت امير جمال الدين الشيخ أبو اسحاق أنه خلال طفولته، تلقى صفي الدين تعليماً في مدرسة الحسكة لتعلم الخط والموسيقى مع ياقوت المستعصمي البغدادي، لكنه قرر أن يطور من قدراته في الفنون. وقد برع في هذا الفن. لكن وثائق أخرى تبين أن ياقوت المستعصمي البغدادي نفسه كان تلميذاً لصفي الدين البغدادي وتعلم أن يصفه بالخطاط، ونتيجة لذلك هناك شك في رواية شقيقة امير جمال الدين الشيخ أبو اسحاق.

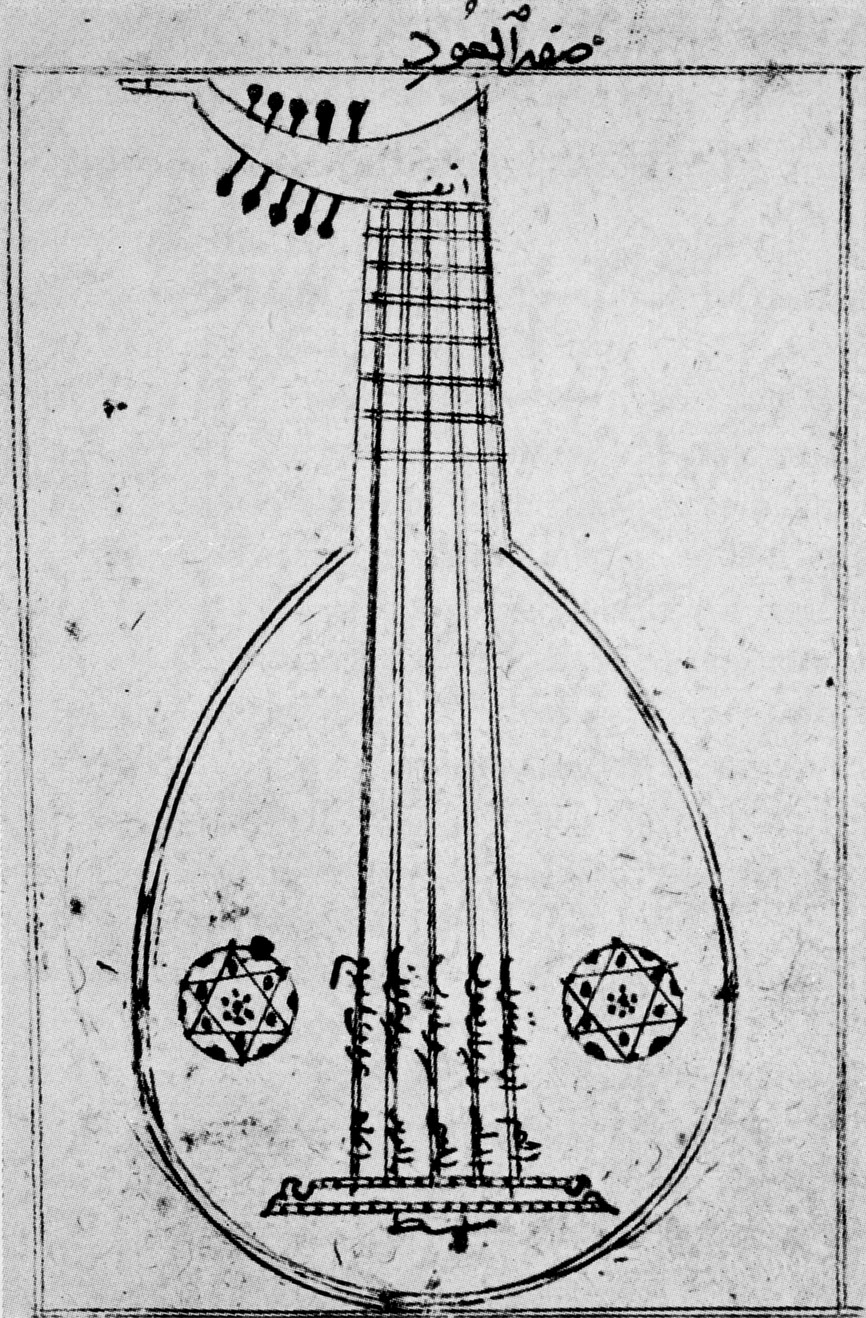
رسم لآلة العود من كتاب صفي الدين البغدادي في كتاب الإدوار

بعد الإطاحة بالمستعصم بالله آخر الخلفاء العباسيين، ذهب صفي الدين البغدادي إلى ديوان المحكمة وعمله في مجموعة متنوعة من الأمور، بما في ذلك الشؤون الدينية والأدب والمكتبة والمخطوطات، حتى أصبح رئيس مؤسسة الموسيقى. في ذاك الوقت، كان الخليفة العباسي قد أعطاه سنويًا خمسة آلاف دينار. في بداية عمل صفي الدين البغدادي في المحكمة، لم يكن المستعصم باللة مدركًا أن صفي الدين يعزف على العود، حتى قامت في وقت لاحق المغنية الشهيرة في بغداد والتي تدعى لحاظ وهي فائقة الجمال (وقامت بأداء أغنية لصفي الدين أمام الخليفة المستعصم) حتى علم المستعصم أن اللحن يعود لصفي الدين فأمر بحضارة فحضر وضرب العود وأعجب الخليفة المستعصم بذلك وأمر بملازمة مجلسه.

## كتبه
وقد ألف كتباً كثيرة منها:
1. كتاب الأدوار ويعد من أنفس كتب الموسيقى العربية[5]
2. الرسالة الشرَفيَّة وقد ألفها بعد سقوط بغداد على يد هولاكو.

## قالو عنه
وصف العالم الأسكتلندي «هنري جورج فارمر» «صفي الدين الأرموي» بأنه أحد الذين أضاءوا صفحات تاريخ الموسيقى العربية، كما يعتبر سلمه الموسيقي أكمل سلّم على الإطلاق برأي الإنجليزي «هربرت باري» الذي قال في كتابه «فن الموسيقى»: «إن سلم (الأرموي) يعطينا أصواتًا متوافقة أنقى وأصفى مما يعطينا إياها سلمنا (أي السلم الغربي) ذو الدرجات المتعادلة».